# دیلان فرانسیس
دیلان فرانسیس (انگلیسی: Dillon Francis؛ زادهٔ ۵ اکتبر ۱۹۸۷) یک موسیقی‌دان اهل ایالات متحده آمریکا است.

## تک آهنگ‌ها
- تک آهنگ Another Dimension با همراهی NGHTMRE در ساوندکلاود بشنوید.
- تک آهنگ Say Less با همراهی جی-ایزی در ساوندکلاود بشنوید.